# Roberts Mežeckis
Roberts Mežeckis (Riga, 29 gennaio 1981) è un ex calciatore lettone, di ruolo difensore.

## Carriera

### Club
ha esordito nella massima serie lettone con la maglia del Policijas nel 2000. Nel 2001 si trasferì allo Skonto, venendo però dirottato alla formazione riserve militante in seconda serie. Nel 2001-2002 giocò per il Bellaria nella massima serie dilettantistica italiana.
Nell'estate del 2002 tornò in patria firmando per il PFK Daugava, con cui disputò 9 gare in Virsliga. Dal 2003 al 2008 ha giocato per il Rīga, con cui, tra l'altro, poté debuttare nelle Coppe europee, giocando quattro gare di Coppa Intertoto UEFA 2008: esordì il 21 giugno 2008 nella gara contro il Fylkir valida per l'andata del primo turno; nell'estate del 2008 passò allo Skonto con cui vinse il campionato 2008.
Chiuse la carriera in Irlanda con il Cork City nel 2009.

### Nazionale
Dopo aver giocato in tutte le nazionali giovanili, dall'Under-16 all'Under-21, ha disputato il suo unico incontro in nazionale il 20 agosto del 2008, entrando a 10 minuti dalla fine al posto di Vitālijs Astafjevs, nell'amichevole disputata contro la Romania.

## Statistiche

### Cronologia presenze e reti in Nazionale
| Cronologia completa delle presenze e delle reti in nazionale ― Lettonia | Cronologia completa delle presenze e delle reti in nazionale ― Lettonia | Cronologia completa delle presenze e delle reti in nazionale ― Lettonia | Cronologia completa delle presenze e delle reti in nazionale ― Lettonia | Cronologia completa delle presenze e delle reti in nazionale ― Lettonia | Cronologia completa delle presenze e delle reti in nazionale ― Lettonia | Cronologia completa delle presenze e delle reti in nazionale ― Lettonia | Cronologia completa delle presenze e delle reti in nazionale ― Lettonia |
| Data                                                                    | Città                                                                   | In casa                                                                 | Risultato                                                               | Ospiti                                                                  | Competizione                                                            | Reti                                                                    | Note                                                                    |
| ----------------------------------------------------------------------- | ----------------------------------------------------------------------- | ----------------------------------------------------------------------- | ----------------------------------------------------------------------- | ----------------------------------------------------------------------- | ----------------------------------------------------------------------- | ----------------------------------------------------------------------- | ----------------------------------------------------------------------- |
| 20-8-2008                                                               | Urziceni                                                                | Romania                                                                 | 1 – 0                                                                   | Lettonia                                                                | Amichevole                                                              | -                                                                       | 79’                                                                     |
| Totale                                                                  |                                                                         | Presenze                                                                | 1                                                                       |                                                                         | Reti                                                                    | 0                                                                       |                                                                         |

## Palmarès

### Club

#### Competizioni nazionali
- Campionato lettone: 1

Skonto: 2008